# Miyu Tomita
Miyu Tomita (jap. 富田 美憂 Tomita Miyu; ur. 15 listopada 1999 w prefekturze Saitama) – japońska seiyū i piosenkarka, pracująca dla agencji Amuse. Znana jest między innymi z ról Gabriel White Tenmy w Gabriel DropOut, Riko w Made in Abyss, Rizu Ogaty w Bokutachi wa benkyō ga dekinai, Miko Iino w Miłość to wojna, Matsuri Kazamaki w Ayakashi Triangle i Layli w Genshin Impact.

## Biografia
Tomita urodziła się 15 listopada 1999 w prefekturze Saitama. Po raz pierwszy zainteresowała się aktorstwem głosowym w szkole podstawowej, po obejrzeniu serialu anime Vampire Knight. W tym czasie stała się również fanką seiyū Mamoru Miyano. Podczas nauki w liceum była członkinią szkolnego klubu badań nad mangą. W 2014 roku była finalistką przesłuchania aktorskiego Ani-Tan. W tym samym roku zajęła także pierwsze miejsce na przesłuchaniu do programu rozwoju artystycznego aktorów głosowych na rok 2014. Zadebiutowała jako seiyū w 2015 roku, odgrywając szereg pomniejszych ról w serialu anime Himōto! Umaru-chan, w tym głos głównego bohatera Taiheia Domy podczas retrospekcji.
W 2016 roku została obsadzona w swojej pierwszej głównej roli jako Otako w serialu anime Oshiete! Galko-chan, gdzie wykonała również motyw otwierający wraz z Azumi Waki i Minami Takahashi. Otrzymała także rolę Yume Nijino w serii anime Aikatsu Stars!, będąc narratorką reklamy serialu. W tym samym roku dostała również rolę w filmie anime Garo: Divine Flame jako Roberto Lewis. W 2017 roku wcieliła się w postać Gabriel White Tenmy w serialu anime Gabriel DropOut, w którym, wraz z Saori Ōnishi, Naomi Ōzorą i Kaną Hanazawą, wykonała motyw otwierający „Gabriel Dropkick” i kończący „Hallelujah Essaim”. 25 listopada 2019 zadebiutowała jako piosenkarka pod szyldem wytwórni Nippon Columbia, wydając singiel „Present Moment”, który został użyty również jako motyw otwierający anime Hōkago saikoro Club. Oficjalny fanklub Tomity „+ you” został uruchomiony 30 czerwca 2021 wraz z wydaniem jej pierwszego albumu Prologue.

## Filmografia

### Seriale anime
2015
- Gochūmon wa usagi desu ka? – uczennica A (odc. 8)
- Himōto! Umaru-chan – Taihei Doma (dziecko, odc. 7), uczennica (odc. 3–4)

2016
- Oshiete! Galko-chan – Otako[5]
- Aikatsu Stars! – Yume Nijino[6]

2017
- Gabriel DropOut – Gabriel White Tenma[9]
- Hinako Note – Kuina Natsukawa[14]
- Made in Abyss – Riko[15]
- Garo: Vanishing Line – Luke (dziecko)

2018
- Overlord II – Tina[16]
- Kyōto teramachi sanjō no Holmes – Aoi Mashiro[17]
- Tonari no kyūketsuki-san – Sophie Twilight[18]

2019
- Kōya no Kotobuki hikōtai – Chika[19]
- Bokutachi wa benkyō ga dekinai – Rizu Ogata[20]
- Joshi kōsei no mudazukai – Minami „Yamai” Yamamoto[21]
- Hōkago saikoro Club – Midori Ono[22]
- Aikatsu on Parade! – Yume Nijino[6]
- Z/X Code reunion – Yuni Tsukigata[23]

2020
- Haikyū!! – Akane Yamamoto
- Hatena Illusion – Yumemi Hoshisato[24]
- A Certain Scientific Railgun T – Mitori Kōzaku[25]
- Międzygatunkowi recenzenci – Crimvael[26]
- Dorohedoro – Ebisu[27]
- Tamayomi – Ibuki Kawaguchi[28]
- Kaguya-sama wa kokurasetai? Tensai-tachi no renai zunōsen – Miko Iino[29]
- Iwa kakeru! Climbing Girls – Nonoka Sugiura[30]
- One Room sezon 3 – Akira Kotokawa[31]
- Kuma Kuma Kuma Bear – Shuri[32]
- Talentless Nana – Yūka Sasaki[33]
- Dogeza de tanondemita – Kanan Misenai, Rei Shioya[34]

2021
- Urasekai Picnic – Akari Seto[35]
- Ore dake haireru kakushi Dungeon: Kossori kitaete sekai saikyō – Emma Brightness[36]
- Ex-Arm – Yggdrasil[37]
- Vivy: Fluorite Eye’s Song – Momoka Kirishima
- Sentōin, hakenshimasu! – Alice Kisaragi[38]
- Battle Athletes daiundōkai ReSTART! – Shelley Wong[39]

2022
- Sabikui Bisco – Tirol Ōchagama[40]
- Kaijin kaihatsubu no Kuroitsu-san – Melty[41]
- Shadowverse Flame – Tsubasa Takanashi[42]
- Gaikotsu kishi-sama, tadaima isekai e odekake-chū – Chiyome[43]
- Kunoichi Tsubaki no mune no uchi –  Tōwata[44]
- Kaguya-sama wa kokurasetai: Ultra Romantic – Miko Iino[45]
- Onipan! – Noriko Issun[46]
- Tate no yūsha no nariagari 2 – Kizuna Kazayama[47]
- Made in Abyss: Retsujitsu no ōgonkyō – Riko[48]
- Mamahaha no tsurego ga motokano datta – Isana Higashira[49]
- Warau Arsnotoria Sun! – Little Alberta[50]
- Prima Doll – Gekka[51]
- Shine Post – Homare Torawatari[52]
- Saikin yatotta Maid ga ayashii – Natsume Nakashima[53]
- Kidō senshi Gundam: Suisei no majo – Chuatury Panlunch[54]
- Shinobi no Ittoki – Satomi Tsubaki[55]
- Tabi hani – Akari Yashima[56]

2023
- Isekai nonbiri nōka – Flora[57]
- Tsundere akuyaku reijō Lieselotte to jikkyō no Endō-kun to kaisetsu no Kobayashi-san – Fiene[58]
- Ayakashi Triangle – Matsuri Kazamaki (kobieta)[59]
- Kaminaki sekai no kamisama katsudō – Beltran (kobieta)[60]
- Kono subarashii sekai ni bakuen wo! – Funifura[61]
- Kawaisugi Crisis – Sasara Azuma[62]
- Jidōhanbaiki ni umarekawatta ore wa meikyū ni samayō – Shui[63]
- Kimi no koto ga dai dai dai dai daisuki na 100-nin no kanojo – Karane Inda[64]
- Buta no Liver wa kanetsu shiro – Ceres[65]

2024
- Delicious in Dungeon – Mickbell[66]
- Sokushi Cheat ga saikyō sugite, isekai no yatsura ga marude aite ni naranain desu ga. – Tomochika Dannoura[67]
- Sasaki to Pii-chan – Elsa[68]
- Hime-sama „gōmon” no jikan desu – Vanilla Peschutz[69]
- Majo to yajū – Helga Velvet[70]
- Jellyfish Can’t Swim in the Night – Kiwi Watase[71]

### Filmy anime
2016
- Aikatsu Stars! – Yume Nijino
- Garo: Divine Flame –  Roberto Lewis[8]

2019
- Made in Abyss: Tabidachi no yoake – Riko
- Made in Abyss: Hōrō suru tasogare – Riko
- Kono subarashii sekai ni shukufuku wo! Kurenai densetsu – Funifura

2020
- Gekijōban Made in Abyss: Fukaki tamashii no reimei – Riko
- Gekijōban High School Fleet – Sachiho „Sunny” Chiba[72]

2022
- Kaguya-sama wa kokurasetai: First Kiss wa owaranai – Miko Iino[73]

### Gry wideo
2016
- Granblue Fantasy – Chloe

2018
- Onsen Musume – Hinata Kinugawa[74]
- Shōjo Kageki Revue Starlight -Re LIVE- – Lalafin Nonomiya[75]
- Valkyrie Connect – Frigg

2020
- Idolmaster Cinderella Girls: Starlight Stage – Akira Sunazuka
- Arknights – Kafka

2021
- Assault Lily Last Bullet – Himeka Sadamori
- Blue Archive – Shimiko Endo[76]
- Smile of the Arsnotoria – Petit Albert[77]
- Azur Lane – USS New Jersey (BB-62)
- Closers – Shizuku Hoshino (Eunha)

2022
- Fire Emblem Warriors: Three Hopes – protagonistka / Shez (kobieta)
- Genshin Impact – Layla
- Made in Abyss: Binary Star Falling into Darkness – Riko[78]
- Samurai Maiden – Komimi[79]

2023
- Towa Tsugai – Hachidori[80]
- Fuga: Melodies of Steel 2 – Socks Million[81]
- Echocalypse – Lumin[82]

### Dubbing
- Apple of My Eye – Bailey Andrews[83]
- Powracający – Victor[84]